# Campeonato Mundial de Ciclismo en Pista de 1958
El LV Campeonato Mundial de Ciclismo en Pista se celebró en París (Francia) entre el 2 y el 7 de septiembre de 1958 bajo la organización de la Unión Ciclista Internacional (UCI) y la Federación Francesa de Ciclismo.
Las competiciones se realizaron en la pista del estadio Parque de los Príncipes de la capital francesa. En total se disputaron 8 pruebas, 6 masculinas (3 profesionales y 3 amateur) y 2 femeninas.

## Medallistas

### Masculino profesional
| Evento                 | Oro                     | Plata                    | Bronce                       |
| ---------------------- | ----------------------- | ------------------------ | ---------------------------- |
| Velocidad individual   | Michel Rousseau Francia | Enzo Sacchi · Italia     | Antonio Maspes · Italia      |
| Persecución individual | Roger Rivière Francia   | Leandro Faggin · Italia  | Franco Gandini · Italia      |
| Medio fondo            | Walter Bucher · Suiza   | Guillermo Timoner España | Wout Wagtmans · Países Bajos |

### Masculinoamateur
| Evento                 | Oro                           | Plata                       | Bronce                              |
| ---------------------- | ----------------------------- | --------------------------- | ----------------------------------- |
| Velocidad individual   | Valentino Gasparella · Italia | Sante Gaiardoni · Italia    | Richard Ploog Australia             |
| Persecución individual | Norman Sheil Reino Unido      | Philippe Gaudrillet Francia | Carlo Simonigh · Italia             |
| Medio fondo            | Lothar Meister RDA            | Heinz Wahl RDA              | Arie van Houwelingen · Países Bajos |

### Femenino
| Evento                 | Oro                     | Plata                   | Bronce                   |
| ---------------------- | ----------------------- | ----------------------- | ------------------------ |
| Velocidad individual   | Galina Yermolayeva URSS | Valentina Maximova URSS | Jean Dunn Reino Unido    |
| Persecución individual | Liubov Kochetova URSS   | Stella Ball Reino Unido | Kathleen Ray Reino Unido |

## Medallero
| Núm. | País         | Oro | Plata | Bronce | Total |
| ---- | ------------ | --- | ----- | ------ | ----- |
| 1    | Francia      | 2   | 1     | 0      | 3     |
| 1    | URSS         | 2   | 1     | 0      | 3     |
| 3    | Italia       | 1   | 3     | 3      | 7     |
| 4    | Reino Unido  | 1   | 1     | 2      | 4     |
| 5    | RDA          | 1   | 1     | 0      | 2     |
| 6    | Suiza        | 1   | 0     | 0      | 1     |
| 7    | España       | 0   | 1     | 0      | 1     |
| 8    | Países Bajos | 0   | 0     | 2      | 2     |
| 9    | Australia    | 0   | 0     | 1      | 1     |
|      | TOTAL        | 8   | 8     | 8      | 24    |